# Bailecito
El bailecito es un género musical y baile folklórico de Argentina y Bolivia, resultado de la fusión de elementos europeos e indígenas, es practicado como baile de salón en acontecimientos sociales, inicialmente fue bailada exclusivamente por la clase criolla boliviana, actualmente es considerada uno de los bailes nacionales de Bolivia.

## Origen
El bailecito, originado en Bolivia, en el norte de Chuquisaca, expandiéndose rápidamente por el occidente, el suroeste y por los valles centro de Bolivia (Chuquisaca, Cochabamba, norte y el sur de Potosí, y La Paz), y el occidente del noroeste de la Argentina (oeste de Jujuy y Salta), posiblemente finalizando la época colonial tras el inicio de la época independentista, en la cual la clase criolla intentaría identificarse con algo propio o "de la tierra" rechazando lo europeo e indígena, llegando a crear un género musical nuevo fusionando irónicamente ritmos europeos e indígenas.
El registro más antiguo del bailecito es el de un canónigo de Lima, vicario general del Ejército Realista en la Real Audiencia de Charcas, que contestó en 1814 desde Tupiza a un cuestionario real, diciendo entre otras cosas, lo siguiente: ..."asimismo hay tonos muy alegres melodiosos, y sonoros para ciertas danzas, que llaman "vaylecitos de la tierra".
Durante sus expediciones a Sudamérica el botánico inglés Hugh Weddell que publicó posteriormente en 1853 en su obra escrita Voyage dans la Nord de la Bolivie refiriéndose a una fiesta que asistió en La Paz anota lo siguiente:

Se introdujeron los bailes nacionales o bailesitos. Estos solo tienen mérito cuando se bailan calientes, si se me permite decirlo. Hay entonces un cierto lenguaje que se buscaría en vano cuando los bailarines tienen la cabeza fría y descansada.

Nuestra orquesta militar tocaba admirablemente los aires de bailesitos; se habría dicho que nunca había practicado excepto en este género. El repique del tambor, cuyas baquetas golpeaban alternativamente el aro y el parche, les daba un entusiasmo inimaginable.
Hugh Weddell, 1853, p. 193

El bailecito también aparece registrado en el Diccionario de la Real Academia Española como un baile típico de Bolivia.

Bailecito
1. m. Baile típico de la región occidental y central de Bolivia.
Dicccionario de la Real Academia Española

## Música
La forma tradicional del bailecito es sincopado y suele repetirse tres veces (La Primera, Segunda y Tercera). Se desarrolla en compás ternario, melodía en terceras paralelas y acompañamiento rítmico armónico y punteo de charangos, guitarras y concertinas con repiqueteo de tambores. La forma musical de esta danza puede escribirse en ritmo de 6/8 y/o 3/4.
Las letras de la música toman diversas temáticas de las situaciones de la vida como la nostalgia, la pena, el reclamo amoroso, las risas, el anhelo personal y demás que están hábilmente estructuradas por letristas y compositores.

## Coreografía
Es un baile de parejas independientes quienes bailan con movimientos simultáneos, cadenciosos, pañuelo a la mano derecha, con pasos llenos de coquetería y donaire reflejando así el juego amoroso que los une.
La coreografía consiste en los siguientes pasos básicos:
- 1. Travesía recta por derecha (8c).
- 2. Travesía recta por izquierda (8c).
- 3. Giro (4c).
- 4. Contragiro (4c).
- 5. Media vuelta con castañetas (4c).
- 6. Giro final con castañetas (4c).

La Segunda y la Tercera son similares a la Primera, los bailarines comienzan de los lugares opuestos. Atraviesan por derecha, después atraviesan por izquierda, suben pañuelos los mueven de un lado a otro y por último se entrelazan con la pareja.

## Expansión e influencia al norte argentino
El bailecito en Argentina llegó desde Bolivia, ingresando por Jujuy y Salta a mediados del siglo XIX; luego se extendió por las provincias de Catamarca, Tucumán, y Santiago del Estero, regiones en las cuales suelen llamarlo "bailecito" o simplemente "boliviana".
La primera versión musical publicada en Argentina corresponde a Andrés Chazarreta en 1916; la segunda a Manuel Gómez Carrillo en 1920. En ocasiones se le llama bailecito al Gato.
El Bailecito, se bailó y se baila mucho hasta hoy, sólo en las provincias de Jujuy, Salta y Tucumán.

### Para ver
- "Viva Jujuy" por Jaime Torres https://www.youtube.com/watch?v=sivnS-g8-z0

- Datos: Q2879857